# Филиокве
Филиокве (лат. Filioque) је латински израз који значи „и (од) Сина“. Током раног средњег века, овај израз је у западном хришћанству једнострано уметнут у општи Никејско-цариградски симбол вере, тако да је у осмом члану, који гласи: ”И у Духа светога, Господа, животворног, који од Оца исходи“, иза помена Оца додато „и Сина“ чиме је створен исказ: ”који од Оца и Сина исходи“. Додавањем израза Filioque, у Симбол вере је уведено учење о двоструком исхођењу Светог Духа. Православна црква је ово двоисходно учење означила као неправилно, осудивши уметање израза Filioque у Симбол вере. Иако спорно учење није настало у самом Риму, оно је временом преовладало на западу, тако да је почетком 11. века коначно прихваћено и од стране Римске цркве. Због тога је ускоро потом дошло до Великог раскола (1054) и одвајања Католичке и Православне Цркве.

## Историја спора
Током раног средњег века поједини западни теолози су поводом извесних питања о међусобним односима Свете Тројице почели да тврде како Свети Дух исходи не само од Оца, као што стоји у Новом завету (Јн. 15:26), већ ”и од Сина” (лат. Filioque). Отуда је њихово учење о двоструком исхођењу названо филиоквистичко или двоисходно.

### Визиготско-франачки уметак
До првог званичног уметања израза Filioque у Симбол вере дошло је у Визиготској краљевини. На трећем Толедском сабору, који је одржан 589. године, усвојена су 23 канона, од којих је трећи канон садржао учење о двоструком исхођењу Светог духа. Поред тога, истим каноном је била бачена анатема на све хришћане који не исповедају двоструко исхођење Светог духа од Оца и Сина. Тиме је први пут у историји хришћанства изречена осуда за неприхватање нове догме о двоструком исхођењу, што је непосредно погађало правоверне хришћане, који су према слову Новог завета и Никејско-цариградског симбола вере исповедали исхођење Светог духа од Оца. Поменути канон у изворном латинском тексту гласи: Quicumque Spiritum Sanctum non credet aut non crediderit a Patre et Filio procedere eumque non dixerit coaeternum esse Patri et Filio et coessentialem, eumque non dixerit coaeternum esse Patri et Filio et coessentialem, anathema sit.
У жељи да Никејско-цариградски симбол вере доведу у склад са својим новим учењем, поборници двоструког исхођења су у исто време одлучили да у осми члан Симбола вере уметну израз Filioque, чиме је створен нови, Толедски симбол вере. Тиме су прекршене одлуке ранијих васељенских сабора о неповредивости Симбола вере. Уметање је извршено без знања и сагласности Римске цркве и источних патријаршија, које су тек касније сазнале за овај проблем.
Ова новина се током времена постепено одомаћила и у суседној Франачкој краљевини. Поменута питања разматрана су 767. године на Жантијском сабору, а потом на Франкфуртском сабору одржаном 794. године и Фурланском сабору одржаном 797. године у Чедаду. Један од највећих заговорника те новине на двору франачког краља и потоњег цара Карла Великог био је Алкуин из Јорка.
Услед недовољне обавештености, међу франачким првацима се управо у то време проширила заблуда да је уметак Filioque био саставни део изворног Симбола вере. По налогу Карла Великог, његови сарадници су у циљу побијања појединих одлука Седмог васељенског сабора (787) израдили теолошку компилацију која је постала позната под називом: Карлове књиге (лат. Libri Carolini). У том полемичком делу било је изложено и учење о двоструком исхођењу Светог Духа. Иако је тадашњи римски папа Хадријан I (772-795) покушао да франачким првацима укаже на разне проблеме који су проистицали из поменутих новина, његови напори нису уродили плодом, тако да се филиоквизам учврстио у Франачкој држави, што је имало знатне последице по даљи развој западног хришћанства.
У намери да озваничи учење о двоструком исхођењу Светог духа, цар Карло Велики је 809. године сазвао сабор у Ахену, на којем је потврђено уметање израза ”и од Сина” (Filioque) у Симбол вере. Са сабора је упућено посебно изасланство у Рим, код папе Леона III, са молбом за потврду уметка. Међутим, папа није дао сагласност за уметање израза Filioque у Симбол вере, већ је наложио да се изворни текст (без спорног уметка) уреже на сребрне плоче, на латинском и грчком језику, наредивши да се исте поставе у Риму као сведочанство о изворном облику Симбола вере.
Упркос томе, уметак Filioque се временом проширио међу западним хришћанима. Када су поједини западни мисионари покушали да прошире спорна учења и на хришћанском Истоку, међу недавно покрштеним Бугарима и Јужним Словенима, цариградски патријарх Фотије I је подигао глас против учења о двоструком исхођењу Светог духа и уметања израза Filioque у Симбол вере, након чега је та новина званично осуђена на Цариградском сабору који је одржан 867. године. Западни одговор је формулисан 868. године на Вормском сабору, који је окупио франачке бискупе, и том приликом је дата пуна подршка учењу о двоструком исхођењу Светог духа, као и употреби уметка Filioque у Симболу вере.
На новом Цариградском сабору, који је одржан током 879. и 880. године, осуђен је сваки покушај промене изворног Никејско-цариградског симбола вере, било путем одузимања или додавања појединих речи или израза. Ова одлука је била усмерена против уметања израза Filioque у Симбол вере, односно против западног учења о двоструком исхођењу Светог духа. Одлуке овог сабора потврдио је и тадашњи римски папа Јован VIII.

### Римско прихватање уметка
Коначно прихватање спорног уметка Filioque од стране Римске цркве догодило се тек на почетку 11. века, у време римског папе Бенедикта VIII (1012-1024), који је 14. фебруара 1014. године озваничио употребу поменутог уметка у обредној (литургијској) пракси Римске цркве.
Та одлука је имала вишеструке и далекосежне последице, пошто је недуго потом допринела избијању нових спорова и сукоба, који су довели до Великог раскола (1054). До тога је дошло услед одлуке папских легата да 16. јула 1054. године у Цариграду објаве акт о изопштењу, у коме су дословно оптужили православне хришћане да су из Симбола вере "избацили" одредбу о исхођењу Светог Духа од Сина. У циљу одговора на ту очигледну заблуду, цариградски патријарх Михајло Керуларије је сазвао сабор, који је одржан 20. јула у Цариграду. Том приликом је донета саборска одлука којом се осуђује учење о двоструком исхођењу Светог Духа, као и уметање израза Filioque у изворни Симбол вере.
Након Великог раскола (1054) и одвајања од Православне цркве, теолози Римокатоличке цркве су покушали да пронађу разна оправдања за прихватање учења о двоструком исхођењу Светог Духа и уметање израза Filioque у Симбол вере. У појединим западним круговима се још од раније веровало да је израз Filioque био део изворног Симбола вере, али такве екстремне заблуде нису биле званично прихваћене у самом Риму. На Другом лионском сабору (1274), Римокатоличка црква је донела званичну одлуку којом се потврђује уметак Filioque и осуђује свако оспоравање учења о двоструком исхођењу Светог духа од Оца и Сина, чиме је био учињен даљи корак ка продубљивању раздора.
Уметак Filioque је током позног средњег века и раног новог века постао проблематичан и за односе унутар саме Католичке цркве, пошто се поставило питање да ли и од сопствених унијата треба захтевати да користе симбол вере са уметком, или им треба дозволити да употребљавају изворни симбол без уметка, али уз обавезно прихватање учења о двоструком исхођењу Светог Духа.
Римокатолички теолози су такође покушали да оправдање за уметак Filioque пронађу у учењу о послању Светог Духа од стране Сина, али Православна црква је тим поводом указивала на чињеницу да се морају јасно разликовати два теолошка питања: превечно исхођење Светог Духа од Оца, и потоње послање Светог Духа од Сина. 
Уочивши исти проблем, поједини западни теолози су већ током позног средњег века почели да преиспитују учење о двоструком исхођењу. Један од најистакнутијих италијанских хуманиста Лоренцо Вала је средином 15. века довео у питање западно учење о двоструком исхођењу Светог духа, као и уметање израза Filioque у Симбол вере, указавши тим поводом на одсуство потврде за такво учење у светом предању.
Међутим, у званичним круговима Римокатоличке цркве није постојала спремност за суштинско преиспитивање овог проблема, тако да су и каснији римокатолички теолози наставили да траже оправдања за филиоквистичко учење. На другој страни, већина старокатоличких и англиканских теолога је прихватила ставове Православне цркве, тако да је у старокатоличким и англиканским црквама у току процес постепеног уклањања уметка Filioque из богослужбене употребе.
На великом сабору који је одржан 1848. године у Цариграду, Православна црква је једногласно потврдила све раније одлуке којима се учење о двоструком исхођењу Светог духа проглашава за јерес, поновивши том приликом и осуду уметка Filioque.
Међународна теолошка комисија при Светском савету цркава је 1979. године усвојила закључак којим се свим хришћанским црквама препоручује уклањање уметка Filioque и враћање на изворни Симбол вере.